# Romana Mazalová
Romana Mazalová (* 12. července 1987 Vyškov) je česká psycholožka se specializací na psychologii reklamy a marketingu.
Je spoluautorkou dokumentu Šmejdi. Film byl oceněn Českým lvem a změnil českou legislativu.[zdroj⁠?!] Je autorkou preventivního programu pro seniory Nedáme se, který interaktivní formou učí seniory říkat NE. Tento program byl oceněn Ministerstvem vnitra v Evropské ceně prevence kriminality a v březnu roku 2019 byl v Bruselu Evropskou sítí prevence kriminality (EUCPN) zařazen jako příklad dobré praxe boje s kriminalitou. Je držitelkou medaile rektora Univerzity Palackého za mimořádnou reprezentaci Univerzity Palackého v České republice a zahraničí.
Vyučuje na Univerzitě Palackého v Olomouci a působí v České republice jako marketingová poradkyně a PR koordinátorka.

## Spolupráce
Romana Mazalová dlouhodobě spolupracuje se spotřebitelskou poradnou dTest (partner dokumentu Šmejdi). Dále s Krajským ředitelstvím policie Královéhradeckého kraje a Policejním prezidiem (odboru Prevence kriminality). Za Českou republiku se učastnila setkání Evropské sítě prevence kriminality (EUCPN) v otázkách týkajících se prevence kriminality páchané na občanech Evropské unie.

### Vzdělání
Je absolventkou jednooborového studia psychologie na Katedře psychologie Univerzity Palackého v Olomouci. V roce 2011 s červeným diplomem absolvovala magisterské studium. O rok později (v roce 2012) úspěšně obhájila rigorózní práci a získala titul PhDr. V roce 2017 obhájila na Katedře psychologie v Olomouci disertační práci, pod vedením školitele profesora Panajotise Cakirpaloglu, s názvem "Efektivita vzdělávání seniorů ve vztahu ke klamavým prodejním praktikám" (angl. "The Effectivity of Educating the Elderly in Relation to Fraud Sales Practices").
Na Katedře psychologie FF UP vyučuje předměty Prezentační dovednosti, Psychologický interakční výcvik a Psychologie trhu a reklamy.